# Москвич 408
„Москвич 408“ е съветски автомобил, произвеждан от автомобилния завод „Москвич“.
Моделът е сглобяван и в българския завод „Балкан“ в Ловеч.

## Технически Характеристики
Модела има много варианти – Мосвич 426 (комби „универсал“, произвеждан в ограничени количества), Мосвич 408 Турист (не е пуснат в серийно производство), Москвич 408П (модификация на стандартния 408 за износ за страните с ляво движени-Англия и др.), Москвич 408 пикап, Москвич 433(закрит товарен фургон).